# 素晴らしい恋をしよう
『素晴らしい恋をしよう』（すばらしいこいをしよう）はSony Recordsより1992年9月21日にリリースされた楠瀬誠志郎の7枚目のオリジナル・アルバム。

## 概要
キャッチコピーは「いつもまっさらな気持ちで……」。先行シングル「君と歩きたい」「とっておきの季節（とき）」を収録。

## 収録曲
全作曲：楠瀬誠志郎
1. I LOVE YOUをもう一度
  - 作詞：並河祥太
  - 編曲：楠瀬誠志郎
  - ホーン編曲：村田陽一
2. まっさらの明日
  - 作詞：並河祥太
  - 編曲：十川知司
3. とっておきの季節（とき）
  - 作詞：並河祥太
  - 編曲：楠瀬誠志郎
  - ホーン編曲：村田陽一
4. Boys, be Ambitious!
  - 作詞：松尾由紀夫
  - 編曲：十川知司
5. 君がページをめくる時
  - 作詞：並河祥太
  - 編曲：清水信之
6. 君と歩きたい
  - 作詞：並河祥太
  - 編曲：武部聡志・楠瀬誠志郎
7. 青に消えた永遠
  - 作詞：松尾由紀夫
  - 編曲：井上鑑
8. たどりつけない言葉
  - 作詞：並河祥太
  - 編曲：楠瀬誠志郎
9. CRAZY for YOU
  - 作詞：松尾由紀夫
10. きみはいない
  - 作詞：松尾由紀夫
  - 編曲：井上鑑
11. 雨の日も、晴れの日も
  - 作詞：松尾由紀夫
  - 編曲：楠瀬誠志郎
  - ストリングス編曲：十川知司